# ポルトガルの国章
ポルトガルの国章（ポルトガルのこくしょう）は1911年6月30日、共和国旗とともに公式に採用された。中世以来のポルトガル王国の紋章を使用している。
起源はポルトゥカーレ伯爵エンリケの白地に青い十字をあしらった紋章に遡る。これはブルゴーニュ家の紋章であり、その息子で初代ポルトガル王アフォンソ1世は青い十字に11個ずつの白いコインを盾形に並べたものを5つ加えた紋章を使用した。コインは王の財産、つまりは王権を表し、5という数はオーリッケの戦いで王が破った5人のムーア人の王を表していると言われている。アフォンソ1世の息子で第2代のサンシュ1世は青い十字を無くし、代わりにコインを含んだ盾を十字状に5つ配置した紋章を使った。コインの数は王によって変動したが、最終的に5つになった。

エンリケの旗
アフォンソ1世の旗
サンシュ1世の旗

赤地と金色の城が加えられたのはアフォンソ3世の時代で、レコンキスタにおいてムーア人の手から奪還した城を表す。これも王によって数が変わるが、最終的に7つとなった。スペインの国章の城との違いは門の色が青ではなく金色となっている箇所である。また15世紀以降、ブラジルを筆頭にポルトガルの植民地の旗には渾天儀が多く使用された。渾天儀は航海の際に必要な道具であり、大航海時代におけるポルトガルの海外進出と世界中に広がる植民地を統括するポルトガル海上帝国の繁栄と歴史を表している。下部の緑と赤は共和政の象徴である。

ポルトガル・ブラジル及びアルガルヴェ連合王国の国章
共和制以前の国章